# Mafechabl
Mafechabl (russisch Мафэхабль, adygeisch Мафэхьабл) ist ein Dorf (aul) in Südrussland. Es gehört zur Republik Adygeja und hat 153 Einwohner (Stand 2019). Im Ort gibt es 7 Straßen. Das Dorf wurde 2007 gegründet.